# Gattonia basirufa
Gattonia basirufa är en stekelart som beskrevs av Boucek 1988. Gattonia basirufa ingår i släktet Gattonia och familjen finglanssteklar. Inga underarter finns listade i Catalogue of Life.